# بریگیته تسیپریس
بریگیته تسیپریس (انگلیسی: Brigitte Zypries؛ زادهٔ ۱۶ نوامبر ۱۹۵۳) یک سیاست‌مدار اهل آلمان و از ۲۷ ژانویه ۲۰۱۷ وزیر اقتصاد و انرژی این کشور است. وی در سال‌های ۲۰۰۲ تا ۲۰۰۹ نیز وزیر دادگستری آلمان بود.